# Auchy-les-Mines
Auchy-les-Mines è un comune francese di 4 483 abitanti situato nel dipartimento del Passo di Calais nella regione dell'Alta Francia.

## Società

### Evoluzione demografica
Abitanti censiti